# Palosco
Palosco – miejscowość i gmina we Włoszech, w regionie Lombardia, w prowincji Bergamo.
Według danych na styczeń 2009 gminę zamieszkiwało 5758 osób przy gęstości zaludnienia 553,7 os./1 km².